# Donna
 Denne artikel omhandler en sang af 10cc. Opslagsordet har også en anden betydning, se Donna (månekrater).
"Donna" var 10cc's første hit under det navn. Sangen nåede nr. 2 i september 1972. Sangen har en betydelig ligelighed med "Oh! Darling" fra The Beatles.
| Musik | Spire Denne musikartikel er en spire som bør udbygges. Du er velkommen til at hjælpe Wikipedia ved at udvide den. |